# Карачинская университетская обсерватория
Карачинская университетская обсерватория — астрономическая обсерватория, основанная в 1995 году на территории кампуса Карачинского университета в городе Карачи (Пакистан). Находится на высоте 5000 метров над уровнем моря, что позволяет использовать в обсерватории рентгеновский и гамма телескопы. Обсерватория управляется Институтом космических исследований и планетарной астрофизики.